# TV Eichberg (Lokalfernsehen)

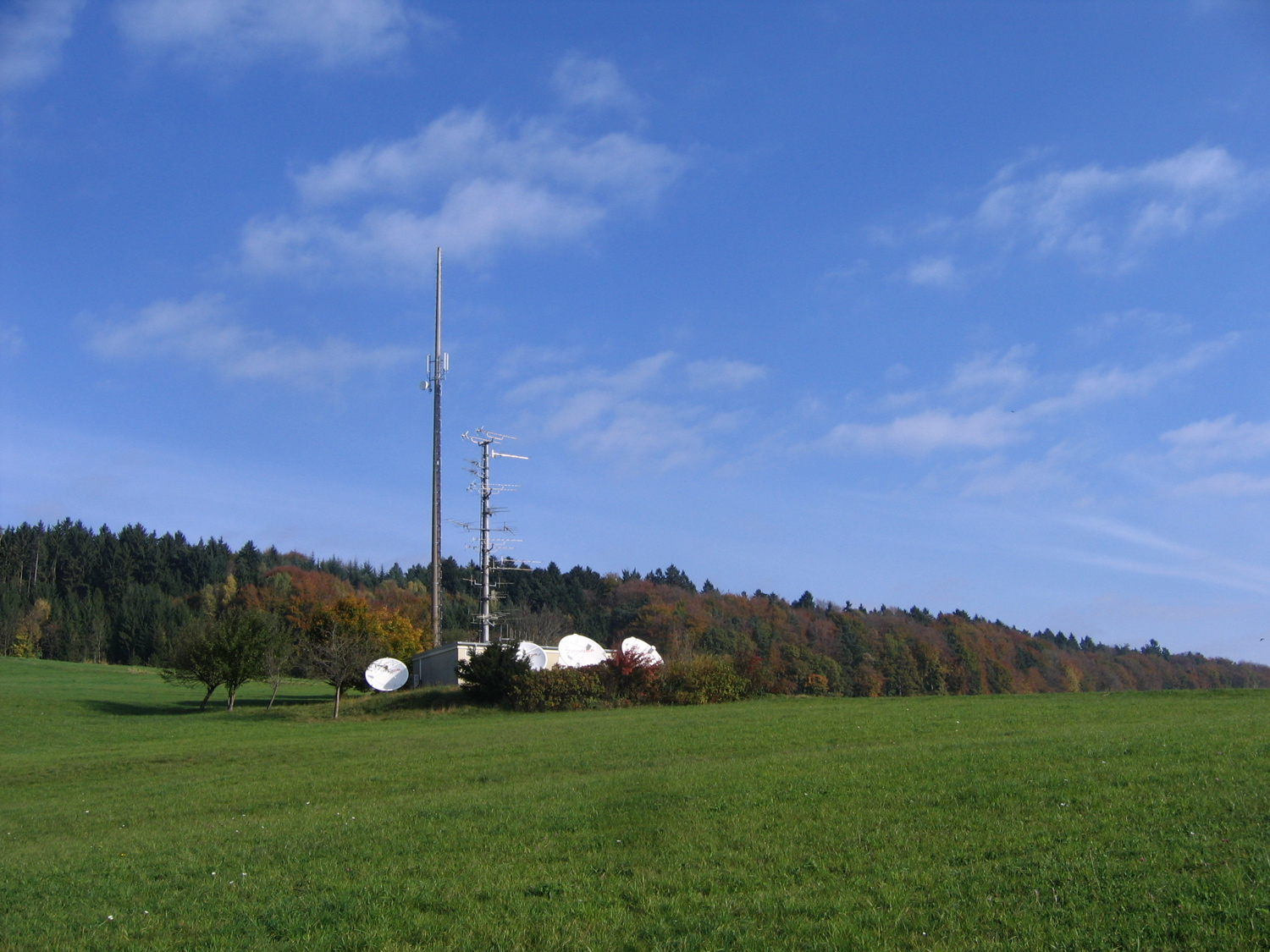
Die vom Sender genutzte Anlage am Eichberg in der Gemeinde Dettighofen.

Der TV Eichberg war in den 1990er-Jahren ein lokaler privater Fernsehsender in Baden-Württemberg im Landkreis Waldshut, im Grenzgebiet zur Schweiz. Die Gründungsinitiative im Herbst 1994 bestand aus Einzelpersonen – Erwachsenen wie Jugendlichen – und sah sich konzeptuell der Information und Unterhaltung der Bevölkerung des Einzugsbereichs verpflichtet. Die Finanzierung des Sendestarts erfolgte über einen Förderkreis. Ausgestrahlt wurden die Programme in Zusammenarbeit mit zwei Kabelnetzbetreibern.
Die Programme enthielten Berichte von überregionalem zeithistorischen Wert:
Am 23. Mai 1995 die Sendung 50 Jahre Kriegsende zur „Besetzung des Landkreises Waldshut durch die französische Armee“ Ende April 1945 und am 2. November 1995 die Sendung Brückenschlag Deutschland-Schweiz u. a. „über den Bau einer Pionierbrücke [von Schweizer Armee und Bundeswehr] über den Rhein zwischen Küssaberg und Zurzach.“
Eine ‚Testsendung‘ im November 1994 befasste sich mit der Geschichte der Römer in der Region.

## Hintergrund
Ab Anfang der 1990er-Jahre konnten lokale TV-Stationen von kleinen Unternehmen (z. B. Stattzeitungen) oder von Initiativgruppen gegründet werden, da die mittlerweile ausgereifte Videotechnik mit preiswerten, semi-professionellen Angeboten für Equipment die Kosten für Filmaufnahme und -bearbeitung erheblich gesenkt hatte.
Die Einspeisung über Kabel war in diesem Zeitraum die einzige Möglichkeit der Verbreitung, eine Ausstrahlung via Satellit war rechtlich nicht zulässig – ein Lokalsender hatte ein definiertes Umfeld zu bedienen und sollte nicht ‚weltweit‘ empfangen werden.
Zugleich war die Gründung der sich vielfach als „unabhängig“ verstehenden Initiativen auch eine Fortsetzung der in den 1970/80er-Jahren entwickelten ‚alternativen‘ Medienpraxis, einer engagierten Öffentlichkeitsarbeit und – politisch gefasster – von Gegenöffentlichkeit. Schlagwort war ein „Fernsehen von Bürgern für Bürger“.
In einigen Bundesländern wurden über die jeweiligen Landesmedienanstalten auch Offene Kanäle eingerichtet. In Baden-Württemberg war dies nicht der Fall.
Die Sender „der ersten Stunde“ versuchten auch, den Anspruch auf basisdemokratische Entscheidungsstrukturen und eine kooperative Arbeitsteilung zu verwirklichen. Viele Sender verstanden sich als Nichtkommerzieller Rundfunk. Den Umständen entsprechend erfolgte die Arbeit – zumindest in der Anfangszeit – meist ehrenamtlich.

## Vorgeschichte
Anfang der 1990er-Jahre begannen auch im ländlichen Raum – vorwiegend im Westen Deutschlands – Verkabelungsprojekte, die durch die Entfernungen zwischen den Ortschaften und der vorwiegenden Bebauung mit Einfamilienhäusern jedoch langwierig und kostenintensiv waren. Im Landkreis Waldshut wurden die Projekte von der Deutschen Telekom und einer Privatfirma durchgeführt. Um die Attraktivität ihrer Angebote zu steigern, zeigten sich die Firmen auch lokalen Fernsehprojekten gegenüber aufgeschlossen und stellten ihre Einrichtungen oft kostenlos zur Verfügung.
Versammlungen der an einem Sender im Landkreis Waldshut Interessierten fanden in verschiedenen Ortschaften statt und im Herbst 1994 wurde der Sender TV Eichberg gegründet. Die Beteiligten bildeten einen Förderkreis (e.V.) und ein Produktionsteam.

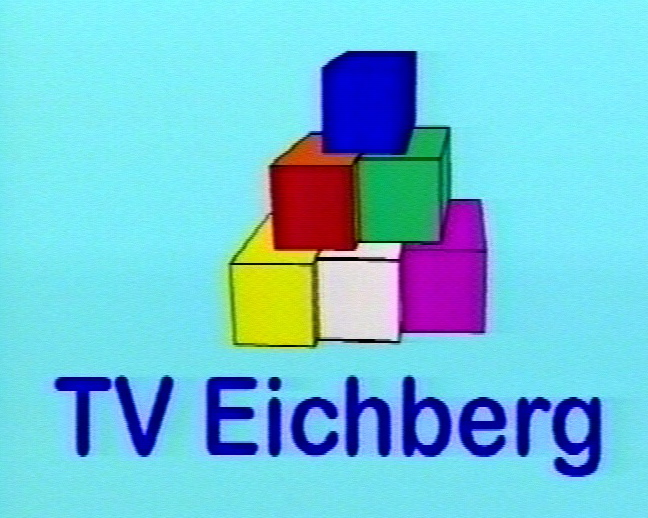
Das Logo des TV Eichberg

## Sendeaktivität
Nach der Testsendung am 23. November 1994 erhielt der Sender eine Genehmigung der Landesanstalt für Kommunikation (LFK) zu seiner Erstsendung am 23. Mai 1995. Die Erlaubnis bezog sich auf Themensendungen, denen ein Vorprogramm mit Kurzberichten vorausgehen konnte. Entsprechend genehmigt wurde auch die 2. Sendung „Brückenschlag“ am 2. November 1995. Die Sendungen überzeugten vor Ort und „bei einem Gespräch mit dem Präsidenten der Landesanstalt für Kommunikation (LfK), Dr. Eugen Volz, zu dem der private Fernsehveranstalter auf Vermittlung des Landtagsabgeordneten Peter Straub nach Stuttgart geladen wurde […] versicherte Dr. Volz (dem Vorhaben) seine volle Unterstützung.“ und forderte zur Beantragung einer Lizenz auf.

### Testsendung (23. November 1994)
Beiträge der Sendung (Auswahl)
- Freundschaftsspiel einer ‚Hochrheinauswahl‘ gegen Borussia Dortmund. Die Mannschaft mit dem Trainer Ottmar Hitzfeld und dem Vereinsvorsitzenden Niebaum befand sich im Trainingslager in der Schweiz. Das Spiel wurde auf Initiative des FC Grießen und des SC Lauchringen am 26. Juli 1994 ausgetragen.
- Eröffnung der Seniorenwohnanlage in Wutöschingen im Oktober 1994 und Führung durch den damaligen Bürgermeister Horst Albicker.
- Dokumentation der „Römerbrücke“ (Volkenbachbrücke) bei Jestetten und des Walles des keltischen Oppidums Altenburg-Rheinau.

### Erstsendung „50 Jahre Kriegsende“ (23. Mai 1995)

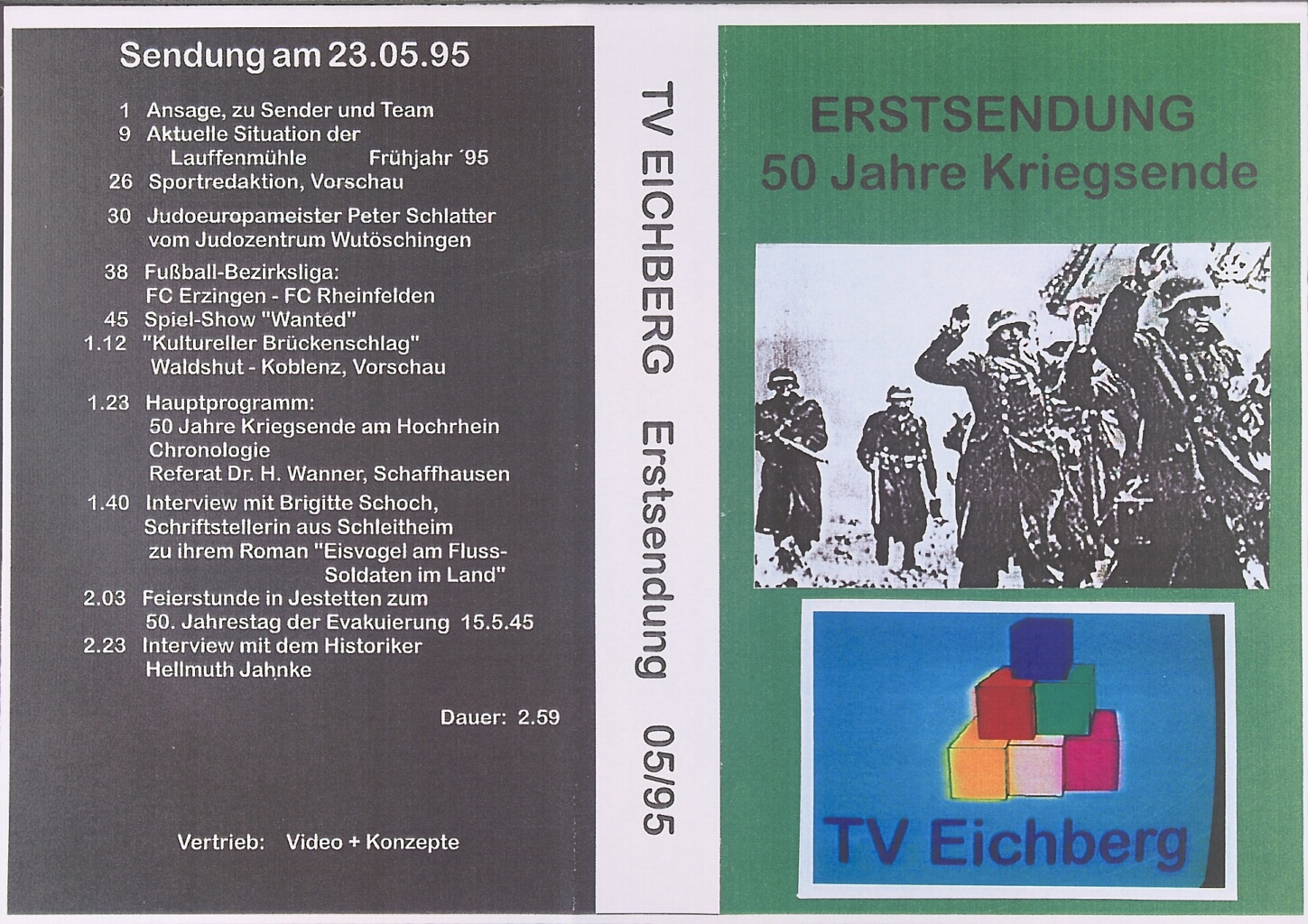
Cover des Masterbandes der Erstsendung

Dem Hauptprogramm der Sendung lag eine Archiv- und Zeitungsrecherche, Fotos des Südkuriers und aus privater Sammlung sowie Aufnahmen des Sendeteams von den Schauplätzen zu Grunde.
„‚Ein Hauch des Schreckens‘ titelte die Schwerpunktsendung zum Kriegsende am Hochrhein, die […] mit leisen Zwischentönen überzeugte. Zu Wort kamen Zeitzeugen und Historiker.“
Im Vorprogramm befand sich ein Beitrag zur Krisensituation des Textilunternehmens Lauffenmühle in Lauchringen.

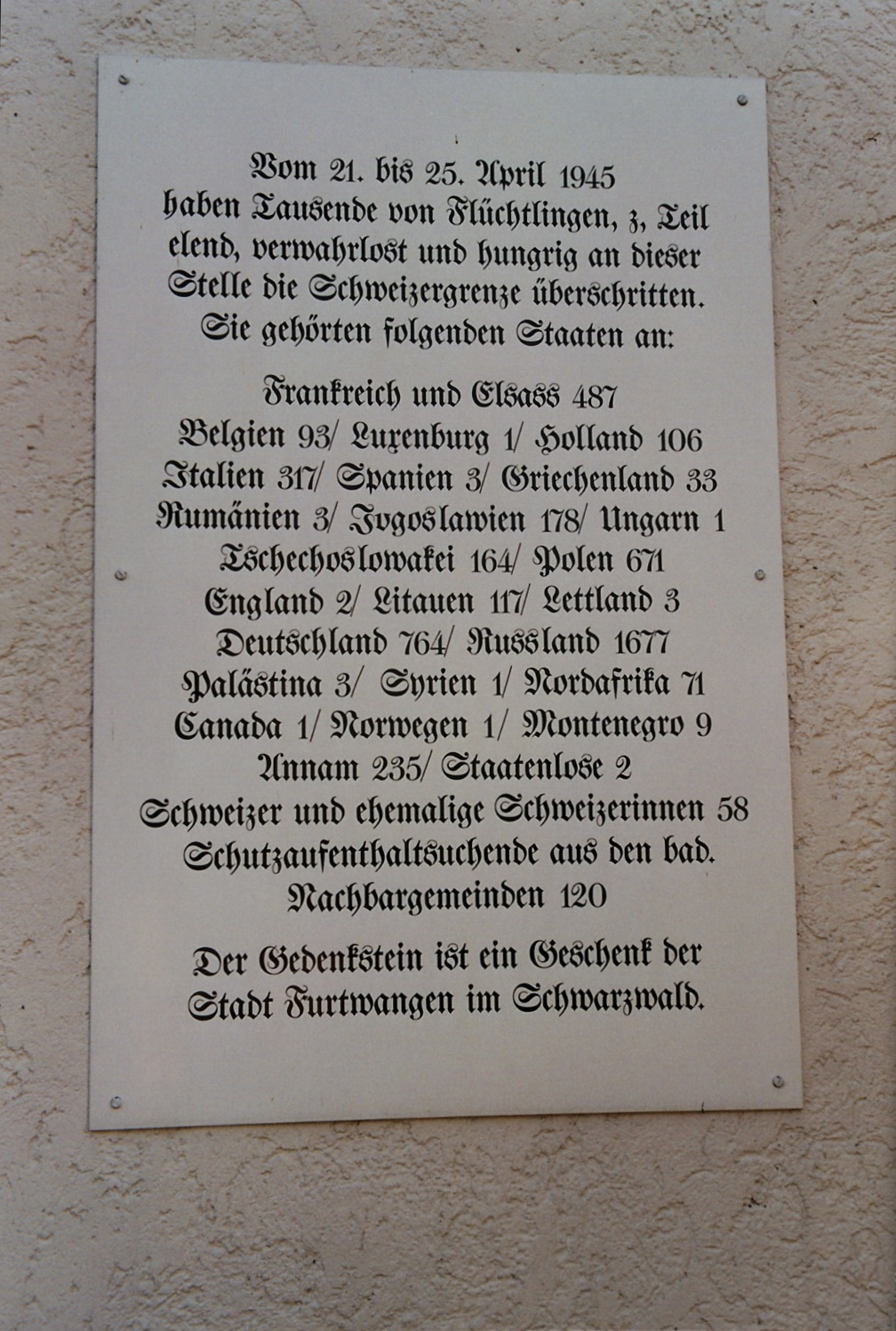
Gedenktafel zur Grenzüberschreitung durch Flüchtlinge in die Schweiz

Das Hauptprogramm bestand aus Beiträgen aus Deutschland und der Schweiz zur brisanten militärischen Lage im April 1945 an der deutsch-schweizerischen Grenze und den Erlebnissen der Bevölkerung.
In den Beiträgen thematisiert wurden der französische Vormarsch entlang des Rheins und letzte Kämpfe eines zurückweichenden deutschen Korps im Schwarzwald und in der Wutachschlucht. An der Schweizer Grenze gelang die Verhinderung der Sprengung des Rheinkraftwerks Reckingen. Die dramatische Lage am Grenzübergang Stühlingen – Schleitheim, zu dem hunderte von Flüchtlingen aus Deutschland drängten, wurde von einem ehemaligen Kommandeur der Schweizer Grenztruppen, Dr. H. Wanner, Schaffhausen (CH) im Diavortrag dargestellt. Eine Gesprächsrunde mit Zeitzeugen und ein Interview mit der Schweizer Schriftstellerin Brigitte Schoch ergänzte den Beitrag über die Gedenkveranstaltung zum 50. Jahrestag der Evakuierung der Dörfer Jestetten, Altenburg und Lottstetten im deutsch-Schweizer Grenzgebiet durch die französische Besatzungsmacht im Juni 1945. Die Sendung schloss mit dem Bericht über die Klettgauer Dörfer, die durch Vermittlung der katholischen Hierarchie bis hin zum apostolischen Nuntius Roncalli nach Paris einer Räumung entgingen. Zum Dank nach einem dadurch erfüllten Gelübde erbauten die Familien von Erzingen die Bergkapelle.

### Brückenschlag Deutschland-Schweiz (2. November 1995)
Die Sendung wurde am 2. November 1995 über die Kabelnetze der Firmen ACOTEC und Telekom (Waldshut-Tiengen) ausgestrahlt.

„Überraschend professionell und erfrischend war der Eröffnungsteil des Abendprogrammes mit Kurzinformationen zum Sender, einer Programmvorschau, Sportberichten und Werbung […] Im Hauptprogramm sendete TVE eine umfassende Filmreportage zum militärischen Brückenschlag-Manöver zwischen Kadelburg und der Schweizer Uferseite [… und ein] Feuerspektakel auf der Eisenbahnbrücke zwischen Koblenz (CH) und Waldshut.“

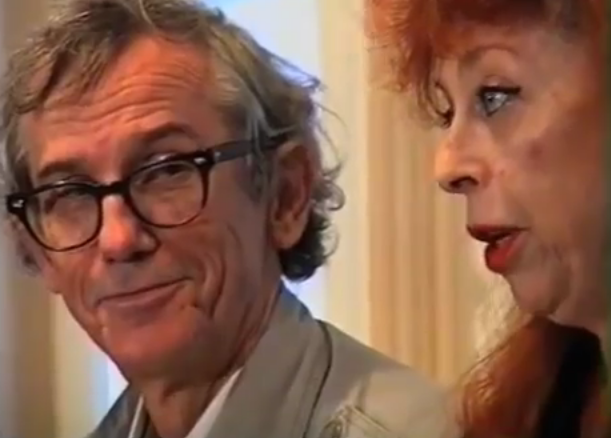
Christo & Jeanne-Claude plaudern mit dem Publikum

Im Vorprogramm befanden sich Ausschnitte vom Besuch des Künstlerehepaars Christo und Jeanne-Claude am 4. September 1995 zur Ausstellung über ihr Lebenswerk im Schloss Bonndorf im Schwarzwald.
Hauptprogramm:
- Militärischer Brückenschlag 22.–27. Juni 1995
Gemeinsame Übung von Pioniertruppen der Schweizer Armee (Genietruppe) und der Bundeswehr mit Bau eines Übergangs für schwere Fahrzeuge über den Hochrhein bei Bad Zurzach – Küssaberg.
- Historischer Brückenschlag 22./23. Juli 1995 (Römertag)
Der Römertag am 22. und 23. Juli 1995 war ein Spektakel um die erstmals in der Antike erstellte Rheinbrücke Zurzach–Rheinheim zwischen Bad Zurzach (Tenedo) und Rheinheim (Römerlager Dangstetten) mit Legionären, Markttreiben und Truppen-Lager im historischen Römerkastell in Bad Zurzach. Abends fand ein Konzert mit dem keltischen Barden Roland Kröll und seiner Frau, der Glasharfenistin Ursula Kroell, statt.

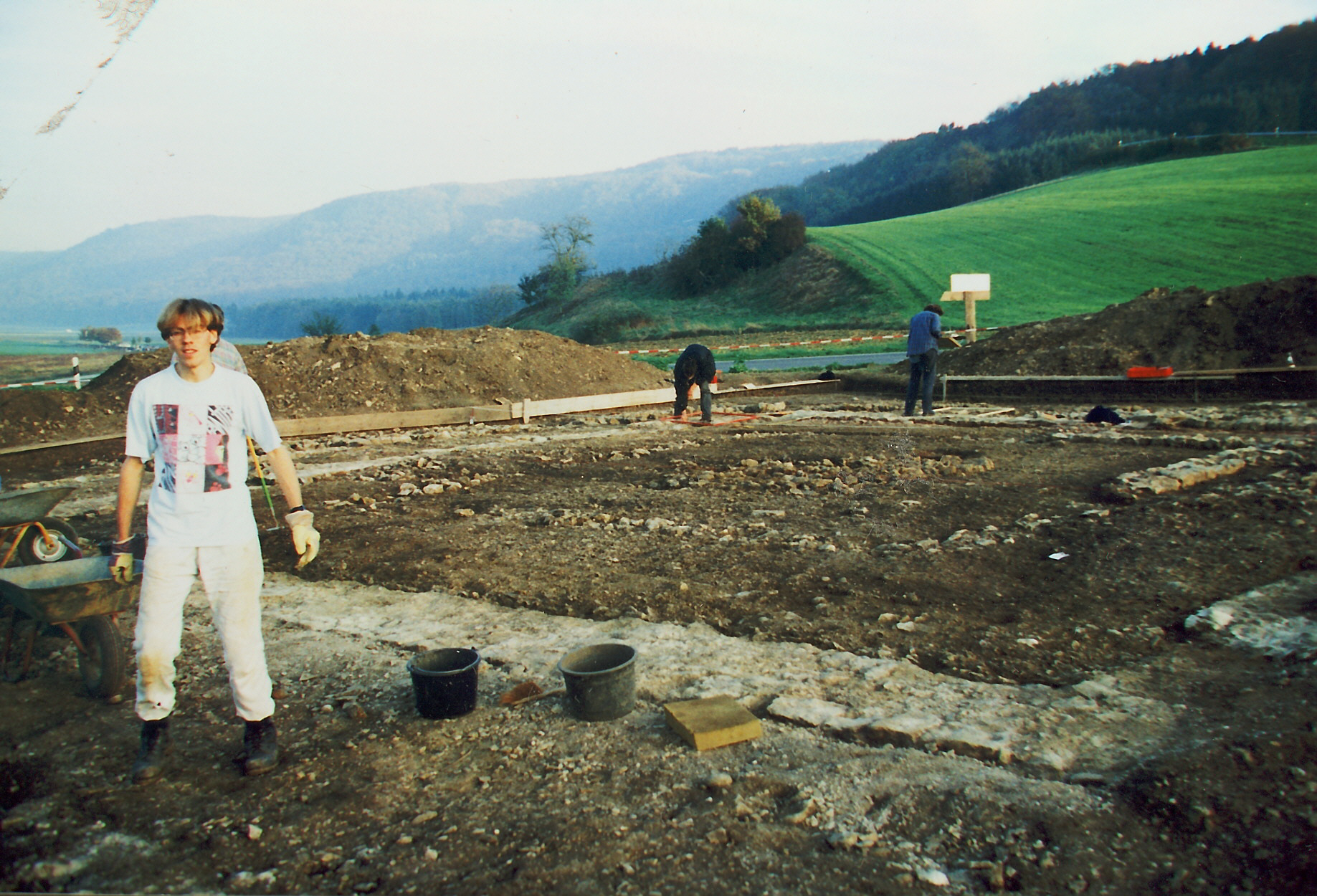
Die Tempelfundamente an der Römerstraße Tenedo – Iuliomagus

- Bericht über die Ausgrabung von Fundamenten eines Gallo-römischen Tempels am Fuße der Küssaburg durch das Archäologische Institut Freiburg.
- Grenzlandgespräch der Bürgermeister des deutsch-schweizerischen Klettgau in Trasadingen am 26. Oktober 1995.
- Kultureller Brückenschlag mit Festveranstaltungen auf beiden Seiten des Rheins und einem Feuerwerksspektakel des Zurzacher Künstlers Santhori auf der Waldshut-Koblenzer Eisenbahnbrücke am 9. September 1995.

## Geschichte des Senders
Die erste Sendung Kriegsende wurde vom Förderkreis TV Eichberg finanziert.
Die redaktionelle Arbeit teilten sich nach Interesse und Kompetenz die Mitglieder des Förderkreises und freie Autoren. Das Aufnahme- und Produktions-Team bestand überwiegend aus Fachkundigen und (berufs-)interessierten Jugendlichen. Ansagerin war eine junge Frau aus einer Sendegemeinde.
Die Sendung Brückenschlag wurde in Eigenleistung des Teams und mit privaten Mitteln und Werbeeinnahmen produziert. Werbesendungen wurden integriert, die jeweils den Charakter kurzer Beiträge hatten. Im Rahmen der Produktion kam es zu Kontakten und Materialaustausch mit den beiden Neugründungen auf Schweizer Seite, Schaffhauser Fernsehen und Tele M1 im Kanton Aargau.
In einem weiteren Verkabelungsgebiet der Firma ACOTEC wurde im September 1995 eine Dokumentation über das „Festprogramm der Gemeinde Sasbach“ (Kaiserstuhl) mit einem Konzert des Moskauer Klaviertrios produziert und ausgestrahlt.

### Letzte Aktivität
Nach der Sendung Brückenschlag wurden weiterhin (Langzeit-)Themen von regionaler und überregionaler Bedeutung von einem Teil des Teams verfolgt (Fluglärmkonflikt Flughafen Zürich) und eine nächste Sendung vorbereitet, die u. a. das Engagement des Klettgau-Gymnasiums Tiengen für eine „Schule in Afrika“ behandelte und einen DJ aus dem Landkreis porträtierte. In diesen Zeitraum fiel jedoch die Aufgabe des systematischen Ausbaus der Kabelnetze. Der Kabelanschluss erwies sich auf dem Land gegenüber den Sat-Schüsseln als nicht konkurrenzfähig.
Die in Erwägung gezogene Präsenz im Internet war zu diesem Zeitpunkt (1997) aus technischen Gründen noch nicht zu realisieren. Der Vertrieb der ‚Dritten Sendung‘ erfolgte noch über Videokassetten. Das aktuelle Team realisierte nun eigenständig Auftragsproduktionen („Moderne Heimatfilme“) und wurde verschiedentlich für Vorträge und Kurse verpflichtet (Büchereien, Jugendzentren). Der Verein TV Eichberg e.V. wurde am 4. Juli 1998 aufgelöst und am 15. September 1998 aus dem Vereinsregister gelöscht. 2001 war auch der personelle Arbeitszusammenhang – zumeist durch Umzug der jüngeren Beteiligten – beendet. Im November 2001 erfolgte eine Rechteregelung.

### Archiv
Im Archiv des TV Eichberg befinden sich neben den Aufnahme-Cassetten (S-VHS) zu Sendungen und Parallel-Produktionen auch Literatur und Dokumente, die der Vorbereitung der Beiträge dienten. Es handelt sich dabei nur in Ausnahmefällen um Originale, jedoch um zahlreiche Kopien unzugänglicher oder wenig bekannter Quellen und Dokumente wie die Karte der Standorte von Menhiren und Dolmen am Hochrhein und im südlichen Schwarzwald.

## Wirkungsgeschichte
Auf der Basis ihrer Erfahrungen und Kompetenz erstellten Mitglieder des Teams bis 2001 Video-Produktionen für kommunale und mittelständische Auftraggeber:
- Der Klettgaufilm – zum 25-jährigen Jubiläum des Zusammenschlusses von sieben Ortschaften zur Gemeinde Klettgau, 1996. Im Rahmen dieses Projekts wurde das 16mm-Material aus der Nachkriegszeit der Ortschaft Erzingen wiederentdeckt.
Dieses Archivmaterial war Basis der im Januar 2001 gesendeten SWR-Produktion Die Frauen von Erzingen in der Reihe Landesschau unterwegs.
- Der Kampf der Lauffenmühle – Geschäftsleitung und Belegschaft engagierten sich mit der Standort-Gemeinde Lauchringen gemeinsam und erfolgreich für die traditionelle Textilfabrik. Dokumentation der Jahre 1994–1998.
- Der Küssabergfilm – Geschichte und Gegenwart im Porträt einer Landgemeinde, 2001
Am Ende eines Kommentars über den „Medienstandort Klettgau“ im Zeitalter von Internet und Youtube erinnerte die lokale Presse 2008 in einem Kommentar zur Flut der neuen medialen Aktivitäten an vergangene Zeiten: „Schade, dass es den Fernsehsender TV Eichberg nicht mehr gibt.“[7]

Die Video-Filme des TV-Eichberg sind im Kreismedienzentrum des Landkreises Waldshut ausleihbar.